# Enea AB
Enea AB ist ein globales Softwareunternehmen mit lokaler Beratungstätigkeit. Der Name des ursprünglich schwedischen Unternehmens ist eine Abkürzung von Engmans Elektronik Aktiebolag. Mittelpunkt der Enea-Softwarefamilie sind die Echtzeitbetriebssysteme OSE, OSEck, OSE Epsilon und das Datenbankmanagementsystem Polyhedra mit den dazugehörigen Beratungsdienstleistungen und Softwarelösungen anderer Anbieter.
Weitere Produkte:
- Die Element-Middleware Software für hochverfügbare Systeme

- LINX (IPC), ein adaptierbarer Inter-Prozess-Kommunikations-Mechanismus, der für Linux als Open Source veröffentlicht wurde. Für OSE-Plattformen existiert eine proprietäre Erweiterung.

- dSpeed, eine Software um DSP-Cluster zu verwalten

- Enea Netbricks Protokoll-Stacks sind eine Sammlung von Telekommunikations-Protokollen für verbindungs- und IP-basierte Netzwerke, die bei der Akquisition des französischen Unternehmens Netbricks im April 2008 in das Portfolio der Enea übergegangen sind.

Die Enea-Softwarefamilie wird hauptsächlich in Funkbasisstationen und Mobiltelefonen eingesetzt, findet jedoch ebenfalls in der Automobilindustrie und der Medizintechnik Verwendung.
Enea ist derzeit auf drei Kontinenten vertreten: Europa, Nordamerika und Asien, Firmensitz ist Kista in Schweden in der Nähe von Stockholm.
Das Unternehmen beschäftigt derzeit (Stand Januar 2010) 650 Mitarbeiter. Enea wurde 1968 gegründet und ist seit 1989 an der Stockholmer Börse notiert (derzeit auf dem Attract 40-Index). Enea besitzt weitere Niederlassungen in Boston, Phoenix, Tokio, Beijing, Shanghai, Paris, Aix-en-Provence, Shepton Mallet, München, Bukarest, Jerusalem, Göteborg, Malmö und Linköping.